# Ádám Balajti
Ádám Balajti (Eger, 7 marzo 1991) è un calciatore ungherese, attaccante del Budaörs.

## Palmarès

### Club

#### Competizioni nazionali
- Supercoppa d'Ungheria: 1

Debrecen: 2010